# Via della Moscova
Via della Moscova, nota anche come Via Moscova, è una storica via di Milano.

## Nome
Il nome della via fu originariamente via Santa Teresa per la presenza dell'omonima chiesa dedicata alla santa, ma durante la dominazione francese dei primi dell'Ottocento l'imperatore transalpino Napoleone Bonaparte rinominò personalmente la via in Moscova, nome del fiume che attraversa la capitale russa, in memoria della battaglia del 1812 della Grande Armata durante la campagna di Russia, in cui vi erano numerosi soldati italiani che si erano distinti nella battaglia.

## Storia

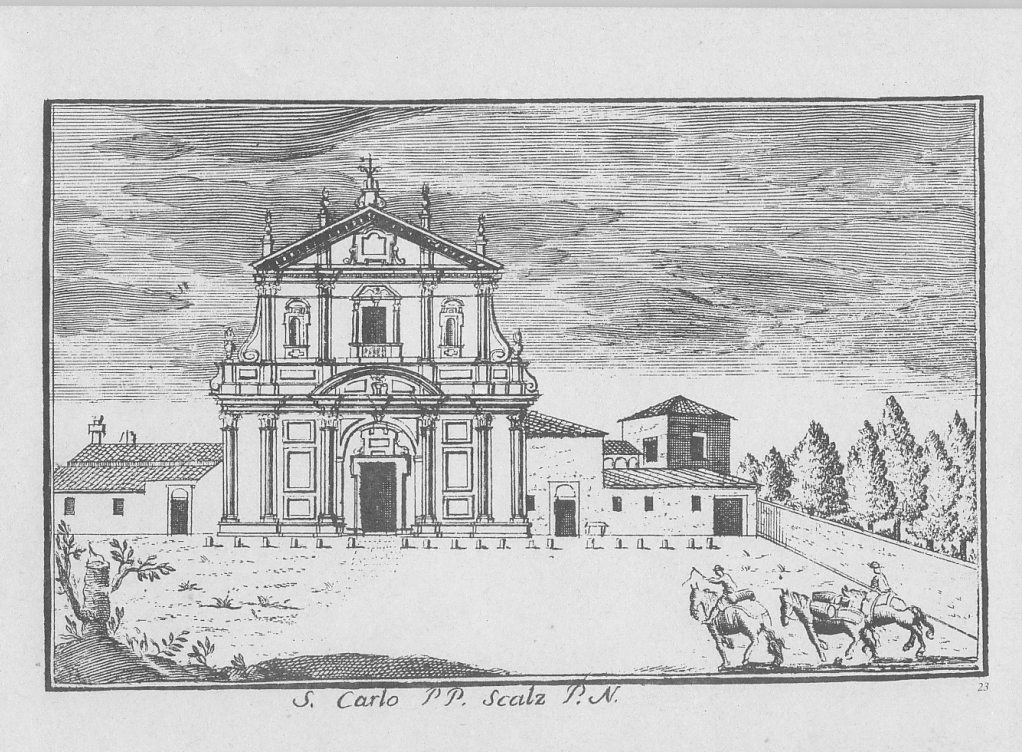
La chiesa di San Carlo dei Carmelitani scalzi, oggi demolita, sorgeva in via Moscova

In epoca medievale la zona, situata fuori dalle mura meneghine, era utilizzata come area agricola. In seguito con le successive varie fasi di espansione medievale delle mura cittadine, l'area fu inglobata all'interno del perimetro cittadino e impiegata come cimitero (scoperti attraverso uno scavo archeologico nel 2004); in seguito vi furono costruiti la chiesa di Santa Teresa e Giuseppe (odierna sede della mediateca) in stile barocco e vari conventi monastici per suore poi utilizzati in epoca napoleonica come magazzino e per ospitare officine artigiane per la produzione di tabacchi, denominata Regia Manifattura Tabacchi. Ulteriori scavi nella via hanno portato alla luce che nel 1614 vi fu costruito un monastero dell'ordine dei carmelitani scalzi e nel 1615 la chiesa di San Carlo. Questi complessi in epoca napoleonica furono confiscati e riconvertiti in industrie e fabbriche. Inoltre all'inizio di via Moscova vi furono nel 1777 una fonderia e un'officina metallurgica che lavorava l'argento, che nel 1814 Napoleone fece annettere e riconvertire come zecca statale.

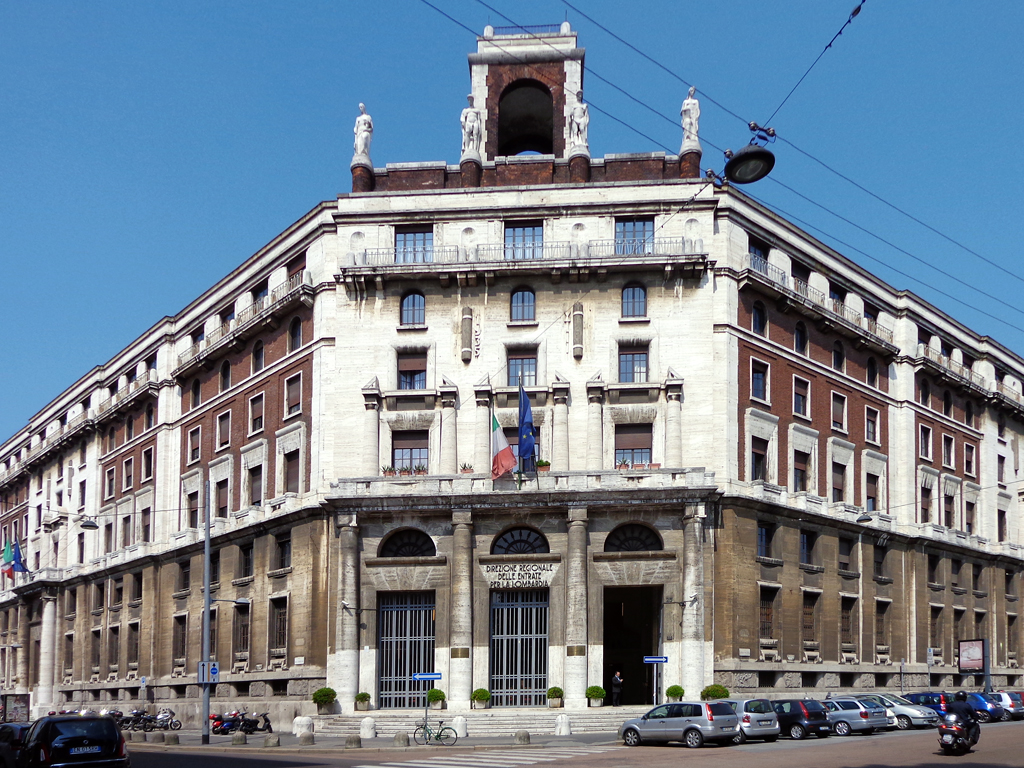
Il Palazzo degli Uffici Finanziari, in via Daniele Manin 25 (angolo via della Moscova).

In epoca contemporanea, vi sorge nella via la direzione regionale delle entrate per la Lombardia, la chiesa di Sant'Angelo e l'annesso convento francescano dei Frati Minori, la cui chiesa ospita all'interno del proprio sagrato una fontana chiamata "acqua marcia" per la sua acqua solforosa. Inoltre vi è la sconsacrata chiesa di Santa Teresa, che ospita la Mediateca Santa Teresa, sezione della Biblioteca Nazionale Braidense.